# Рябая Могила

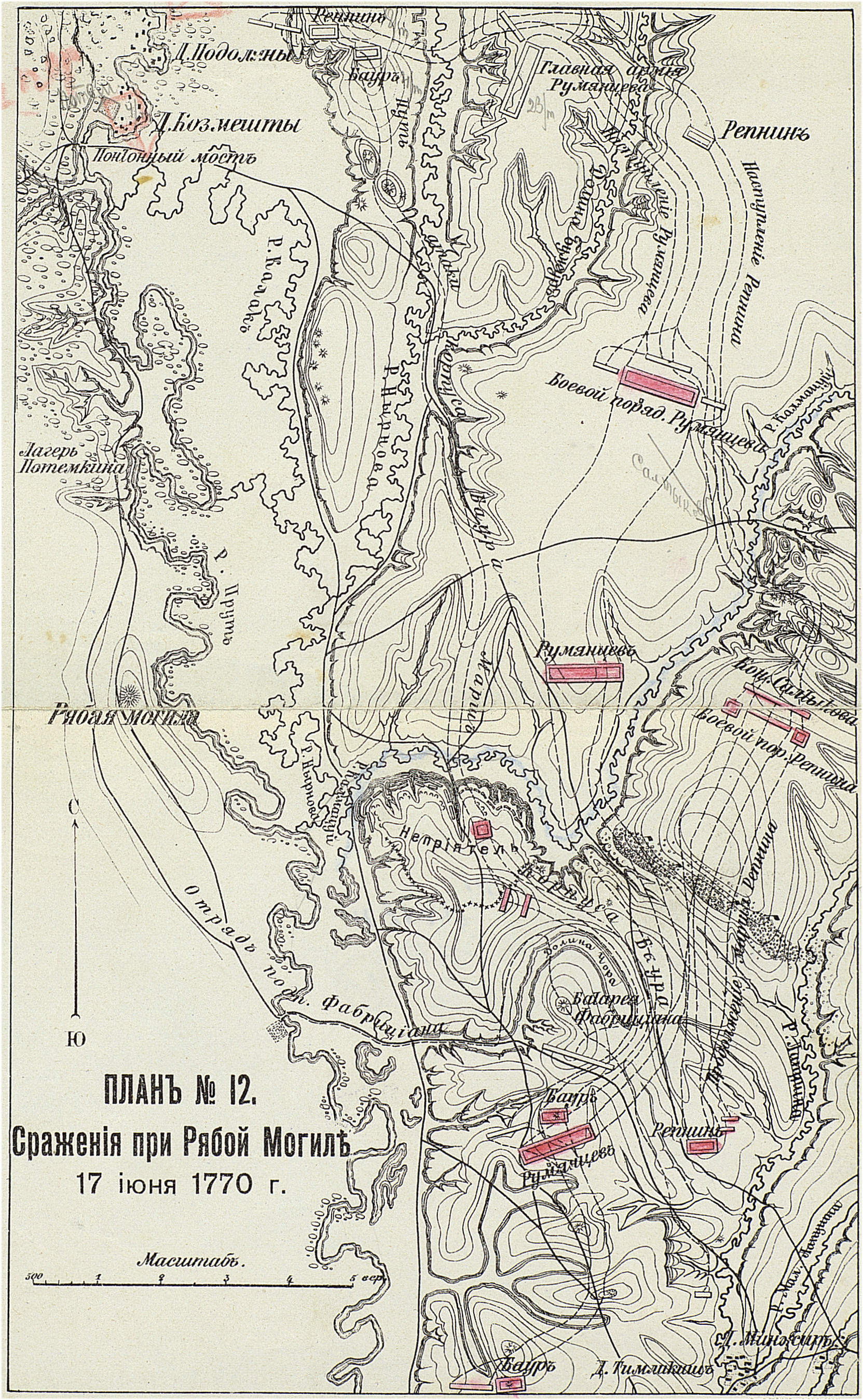
Схема сражения 1770 года. Курган находится посередине левого обреза карты

Рябая Могила (согласно ЭСБЕ, по-турецки Горести, также Могила Рабий (Рэбуя), Хан-Тепеси) — курган при впадении балки 
(и речки) Кэлмацуй и реки Нырнова в Прут (см. карту справа); напротив села Калмацуй (со стороны Молдовы), и севернее села Рышешти на правом берегу р. Прут (на территории нынешней Румынии).
В связи с переправой через Прут в районе кургана это место нередко упоминается в описаниях войн России с Турцией. Так, в июле 1711 года, во время прутского похода 9—10 июля 1711 года здесь произошло неудачное сражение с турками. Зарубежная историография обычно описывает военные действия в этих местах как происходящие «под Станилешти».
Приобрело известность вследствие блистательной победы, одержанной здесь 17 (28) июня 1770 года Румянцевым над значительно превосходящими силами турецкой армии в ходе Русско-турецкой войны 1768—1774 годов.